# Kaleidoscope (小比類巻かほるのアルバム)
Kaleidoscope（カレイドスコープ）は1997年5月21日に発売された小比類巻かほる10枚目のオリジナルアルバム。

## 概要
プロデューサーに4曲の共同作曲を担当した月光恵亮を迎えた。2011年7月20日は同レーベルからのアルバム「樹形図」の発売に合わせて再発し、リマスタリング仕様となっている。

## 批評
CDジャーナルは「相変わらず、歌はうまい。自在にその声を操る感じ。ラヴ・ソングあり、友情ソングあり、またポジティヴな姿勢を歌うものもあり。アップ、ミディアム、バラード、そのいずれにもどこかビートを感じるのは、彼女の優れたリズム感のせいか。」と評した。

## 収録曲
1. BURNING LOVE
作詞：小比類巻かほる　作曲：小比類巻かほる・月光恵亮　編曲：須貝幸生
2. Don't Cry Baby
作詞・作曲：小比類巻かほる　編曲：須貝幸生
3. Oh My Friend
作詞：小比類巻かほる　作曲：小比類巻はほる・月光恵亮　編曲：月光恵亮・鷹羽仁
4. 彼方へのジャーニー
作詞・作曲：小比類巻かほる　編曲：須貝幸生
5. Livin' a Life Time
作詞：小比類巻かほる　作曲：小比類巻かほる・月光恵亮　編曲：須貝幸生
6. 翼をください
作詞・作曲：小比類巻かほる　編曲：月光恵亮・鷹羽仁
7. in mirage
作詞・作曲：小比類巻かほる　編曲：須貝幸生
8. gonna be all right
作詞・作曲：小比類巻かほる　編曲：須貝幸生
9. あの日に帰ろう
作詞・作曲：小比類巻かほる　編曲：須貝幸生
10. Let's have a party
作詞：小比類巻かほる　作曲：小比類巻かほる・月光恵亮　編曲：須貝幸生
11. 陽の当たる場所
作詞・作曲：小比類巻かほる　編曲：月光恵亮・鷹羽仁
12. Just as... I don't wanna fall in love again
作詞：小比類巻かほる　作曲：朝倉紀行　編曲：鷹羽仁

## レコーディング参加
- John Ferraro - ドラム
- Adraham Iaborel - ベース
- 美久月千晴 - ベース
- Sheldon M. Reynolds - ギター
- 古川望 - ギター
- Greg Mathion - キーボード
- 相沢公生 - キーボード
- 富樫春生 - キーボード
- Louis Conte - パーカッション
- Dan Higgins - サックス
- Bradon Fields - サックス
- 春名正治 - サックス
- Jerry Hey - トランペット
- Gary Grant - トランペット
- エリック・ミヤシロ - トランペット
- 佐々木史郎 - トランペット
- 鈴木正則 - トランペット
- Bill Richenbacher - トロンボーン
- 佐野聡 - トロンボーン
- Bunny Hill - コーラス
- Valerie Pinkston-Mayo - コーラス
- Fred White - コーラス
- Brian Perry - ラップ